# Cal Gavernet
Cal Gavernet és un edifici eclèctic de Concabella, al municipi dels Plans de Sió (Segarra), que forma part de l'Inventari del Patrimoni Arquitectònic de Catalunya.

## Descripció
És una casa situada a l'entrada del nucli. Presenta un mur format per paredat, exceptuant portes, finestres i extrems de l'edifici que presenten carreus de pedra regulars i segueix un esquema de tres plantes: planta baixa i dues plantes superiors.
A la planta baixa, es troba la portalada d'accés formada per un arc peraltat adovellat, del que en destaca la dovella central de majors dimensions, i tant l'arc com els brancals presenten un treball decoratiu en forma de bisellat. Per damunt de la portalada trobem una petita obertura en arc de mig punt tancada per una reixa treballada de ferro forjat. A cadascun dels costats de la portalada es troba una finestra formada per un arc escarser.
La primera planta consta de dues obertures, balcons, amb arcs rebaixats i baranes de ferro forjat treballat decorativament, per damunt dels quals apareix un fris de pedra que separa la segona planta de la tercera.
A la tercera planta hi ha dos balcons, un a cada extrem, formats per arcs de mig punt, i entre aquests dos apareix una arcada formada per tres arcs de mig punt amb capitell i fust bisellats, que formen part d'una petita terrassa, tancada també per unes baranes de ferro forjat igual que els dos balcons dels costats.